# Alketas I Macedoński
Alketas I (gr.Ἀλκέτας) - król Macedonii z rodu Argeadów. 

## Życiorys
Tron objął po śmierci ojca, Aeroposa I. Następną Alketasa był jego syn Amyntas I.